# اریک هاچینسون
اریک هاچینسون (انگلیسی: Eric Hutchinson؛ زادهٔ ۸ سپتامبر ۱۹۸۰) یک موسیقی‌دان اهل ایالات متحده آمریکا است.

## زندگی

### جوانی و تحصیلات
هاچینسون در تکوما در مریلند بزرگ شد. او پسر رویال هاچینسون (۱۹۴۵-۲۰۱۹) با پیشینهٔ اسکاتلندی و جین هاچینسون با پیشینهٔ آلمانی است. او از دبیرستان مونت‌گومری بِلِیر و سپس از کالج امرسون در بوستون فارغ‌التحصیل شد.